# إسحاق بلوخ
إسحاق بلوخ (بالفرنسية: Isaac Bloch)‏ هو حاخام فرنسي، ولد في 17 يوليو 1848 في Soultz-Haut-Rhin ‏ في فرنسا، وتوفي في 13 فبراير 1925.